# Biểu tình (phản đối)

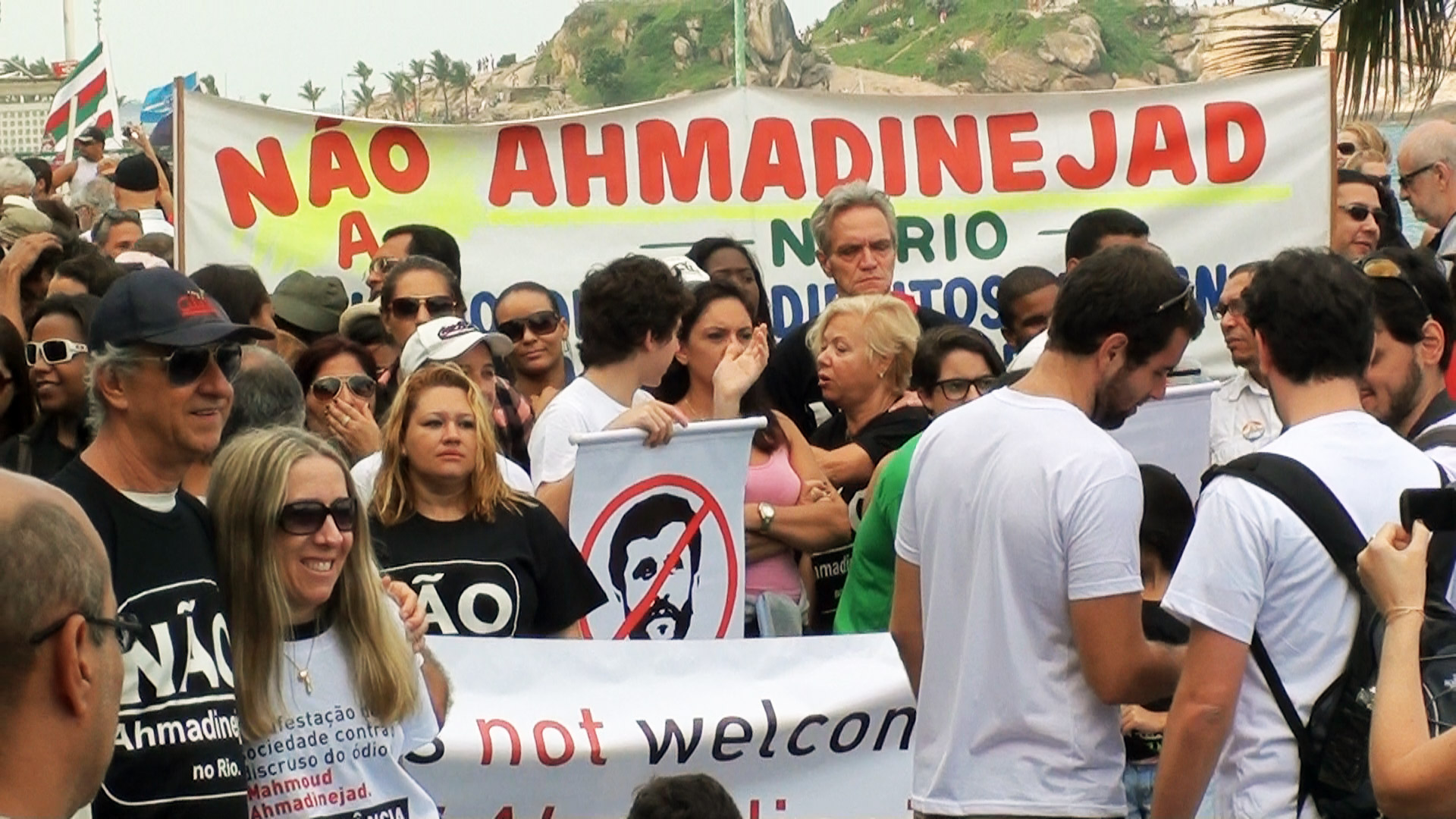
Biểu tình chống lại Tổng thống Iran Mahmoud Ahmadinejad trong hội nghị Rio+20 tại Brazil, tháng 6 năm 2012

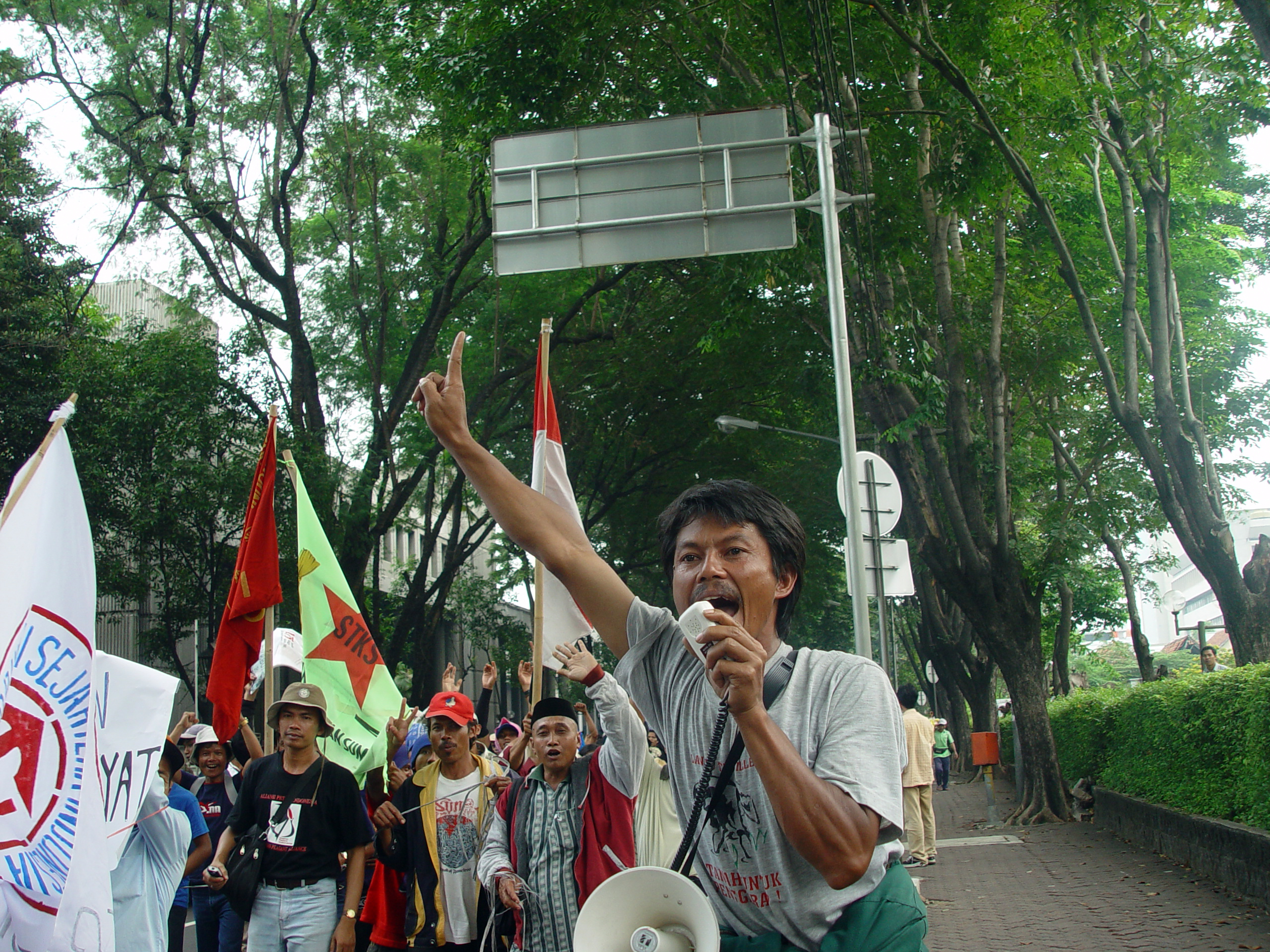
Cuộc biểu tình đòi quyền lợi của nông dân tại Jakarta, Indonesia

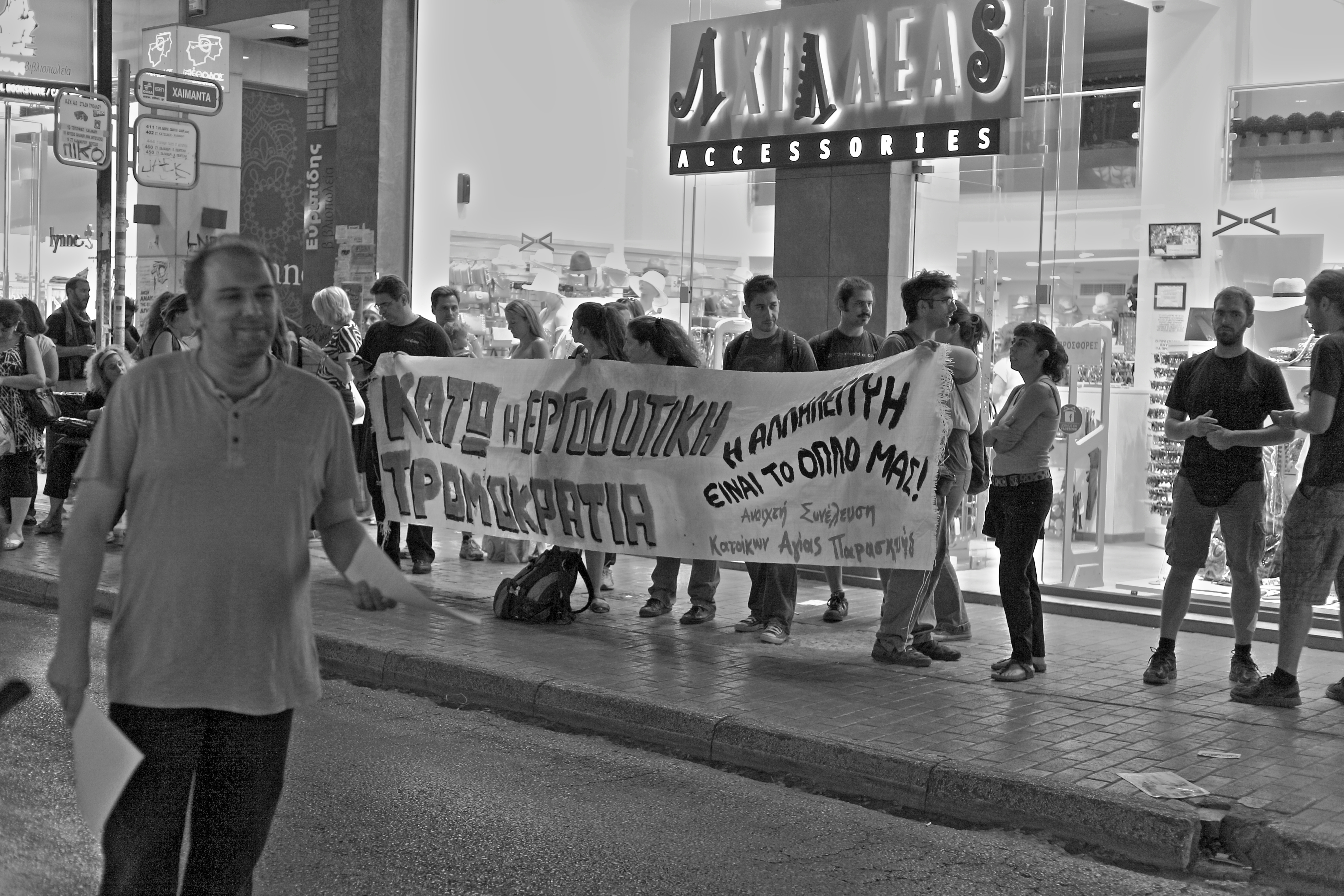
Một cuộc biểu tình chính trị của giai cấp công nhân ở Hy Lạp kêu gọi tẩy chay một cửa hàng sách sau khi một nhân viên bị sa thải, được cho là vì hoạt động chính trị của cô

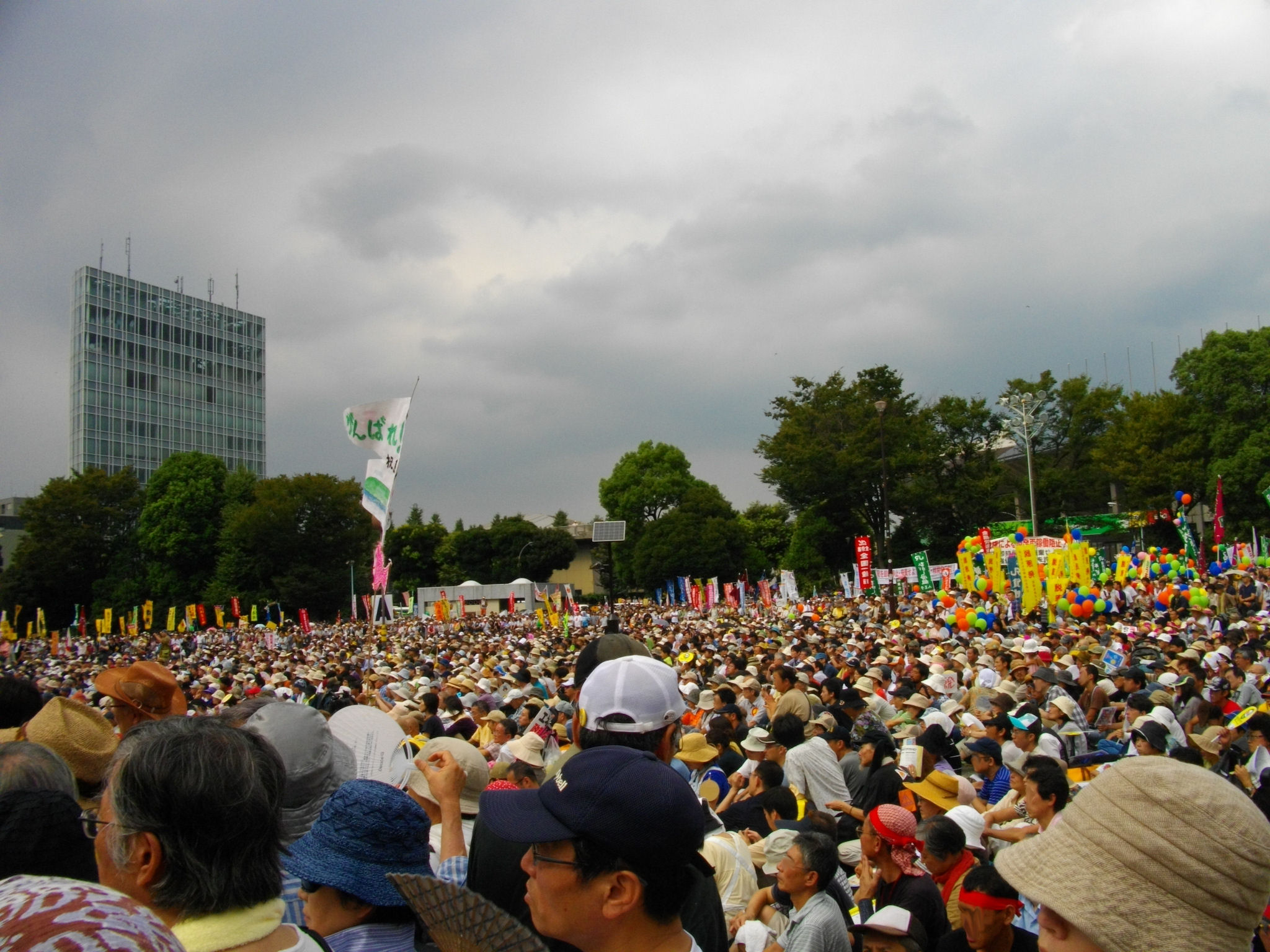
Cuộc biểu tình của nhà máy điện hạt nhân vào ngày 19 tháng 9 năm 2011 tại khu phức hợp đền Meiji ở Tokyo. Sáu mươi ngàn người đã tuần hành hô vang "năng lượng hạt nhân Sayonara" và vẫy các biểu ngữ, để kêu gọi chính phủ Nhật Bản từ bỏ năng lượng hạt nhân, sau thảm họa hạt nhân Fukushima.

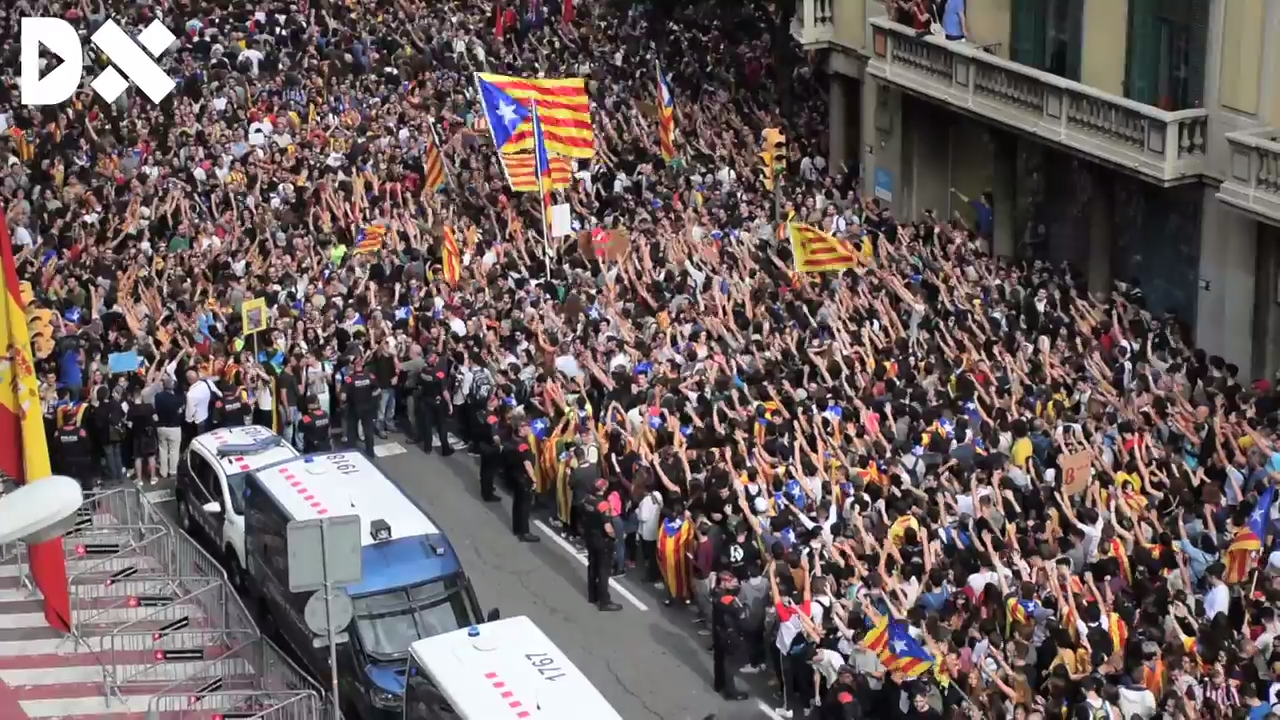
Biểu tình trước trụ sở của Cảnh sát Quốc gia Tây Ban Nha tại Barcelona trong cuộc tổng đình công năm 2017 của người Catalan chống lại chính sách tàn bạo trong cuộc trưng cầu dân ý

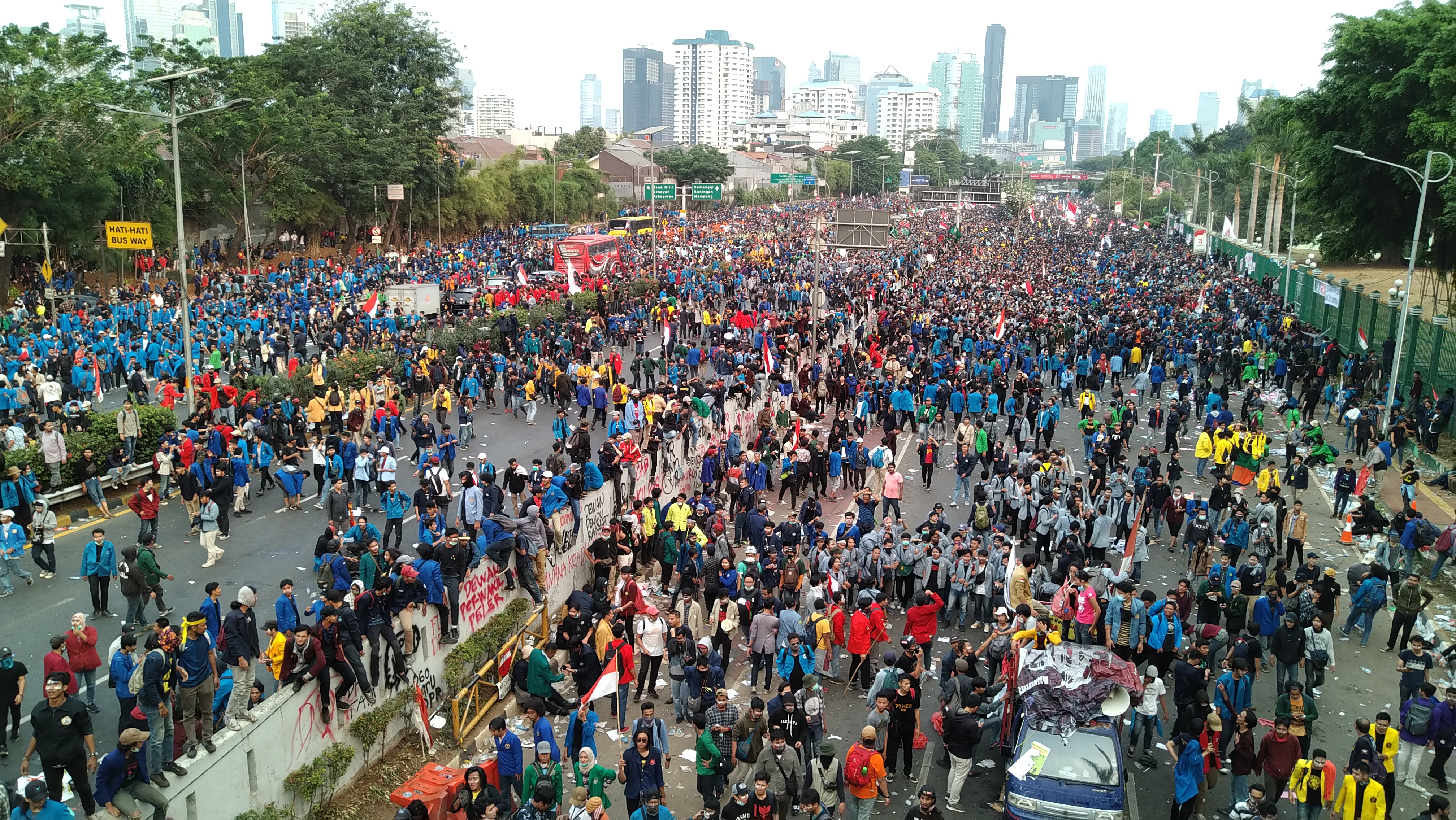
Biểu tình trước Tòa nhà DPR / MPR ở Jakarta trong các cuộc biểu tình và bạo loạn ở Indonesia năm 2019

Biểu tình phản đối (còn được gọi là một cuộc biểu tình) là một biểu hiện công khai của sự phản đối, không tán thành hoặc bất đồng quan điểm đối với một ý tưởng hoặc hành động, điển hình là một cuộc biểu tình vì các lý do chính trị. Các cuộc biểu tình có thể có nhiều hình thức khác nhau, từ các tuyên bố cá nhân đến các cuộc biểu tình lớn. Người biểu tình có thể tổ chức một cuộc biểu tình như một cách để công khai đưa ra ý kiến của họ trong nỗ lực gây ảnh hưởng đến dư luận, chính sách của chính phủ hoặc họ có thể thực hiện hành động trực tiếp trong nỗ lực trực tiếp ban hành những thay đổi mong muốn. Khi các cuộc biểu tình là một phần của chiến dịch bất bạo động có hệ thống và hòa bình để đạt được một mục tiêu cụ thể, và liên quan đến việc sử dụng áp lực cũng như thuyết phục, chúng vượt ra ngoài sự phản kháng đơn thuần và có thể được mô tả tốt hơn như các trường hợp đấu tranh dân sự hoặc đấu tranh bất bạo động.
Các hình thức tự thể hiện và phản kháng khác nhau đôi khi bị hạn chế bởi chính sách của chính phủ (như yêu cầu giấy phép biểu tình), hoàn cảnh kinh tế, chính thống tôn giáo, cấu trúc xã hội hoặc độc quyền truyền thông. Một phản ứng của nhà nước đối với các cuộc biểu tình là việc sử dụng cảnh sát chống bạo động. Các nhà quan sát đã ghi nhận sự gia tăng quân sự hóa chính sách biểu tình ở nhiều quốc gia, với cảnh sát triển khai xe bọc thép và lính bắn tỉa chống lại người biểu tình.
Một cuộc biểu tình đôi khi có thể là chủ đề của cuộc phản biểu tình. Trong trường hợp như vậy, những người phản đối thể hiện sự ủng hộ của họ đối với con người, chính sách, hành động, v.v... đó là chủ đề của cuộc biểu tình ban đầu. Trong một số trường hợp, những người biểu tình có thể đụng độ dữ dội.